# Sarcophaga shimbana
Sarcophaga shimbana är en tvåvingeart som beskrevs av Andy Z. Lehrer 2006. Sarcophaga shimbana ingår i släktet Sarcophaga och familjen köttflugor. Inga underarter finns listade i Catalogue of Life.